# Wikibooks

Wikibooks är ett systerprojekt till Wikipedia som tillhandahåller böcker under fri licens. Till skillnad från Wikipedia, som publicerar uppslagsverksartiklar, publicerar Wikibooks böcker eller kompendier, likaså skrivna av användare själva. Det kan röra sig om så olika ämnen som astronomi, språk, hur man installerar Windows, receptsamlingar eller hur man skriver ett datorspel.
Wikibooks finns på olika språk. Engelskspråkiga Wikibooks är störst med över 38 000 artiklar av olika längd. Svenskspråkiga Wikibooks hade februari 2010 över 1000 sidor fördelade på strax över 100 böcker, varav en del mer eller mindre färdiga, andra under arbete.

## Exempel på böcker
- Läsa kinesiska bättre
- Stora spelboken
- Titta på himlen
- Kokboken
- Rita med Gimp
- Kemi A
- Historiska berättelser från Baskemölla